# Дишич, Никола
Никола Дишич (серб. Никола Дишић; 8 июля 1998, Смедерево, СРЮ) — сербский футболист, нападающий китайского клуба «Уси Угоу».

## Клубная карьера
9 января 2017 года подписал контракт с клубом «Явор» Иваница. 18 апреля 2017 года в матче против клуба «Вождовац» дебютировал в чемпионете Сербии, выйдя на замену на 86-й минуте вместо Стефана Трипковича.
14 января 2020 года перешёл в «Михайловац».
30 июля 2020 года стал игроком сербского клуба «Жарково». 20 октября 2020 года в матче против клуба «Напредак» дебютировал в кубке Сербии.
29 июля 2022 года подписал контракт с клубом «Златибор» Чаетина.
14 февраля главный тренер «Кайсара» Виктор Кумыков признался корреспонденту сайта meta-ratings.kz, что они подписали четырёх легионеров, в том числе Дишича.

## Клубная статистика
| Игровая карьера | Игровая карьера | Игровая карьера | Лига | Лига | Кубок | Кубок | Межд. | Межд. | Др. | Др. |
| --------------- | --------------- | --------------- | ---- | ---- | ----- | ----- | ----- | ----- | --- | --- |
| 2016/17         | Явор (Иваница)  | А               | 2    | 0    | —     | —     | —     | —     | —   | —   |
| 2020/21         | Жарково         | Б               | 31   | 6    | 1     | 1     | —     | —     | —   | —   |
| 2022/23         | Златибор        | Б               | 19   | 9    | 1     | 0     | —     | —     | —   | —   |
| 2023            | Кайсар          | А               | 11   | 0    | 2     | 0     | —     | —     | —   | —   |